# Lista președinților Israelului
Aceasta este lista președinților Israelului de la înființarea țării în 1948.

## Președinții Israelului (1948-prezent)
| # | #  | Nume | Nume           | Data de început   | Data de sfârșit  | Partid Politic (în momentul alegerilor) |
| - | -- | ---- | -------------- | ----------------- | ---------------- | --------------------------------------- |
|   | 1  |      | Chaim Weizmann | 17 mai 1948       | 9 noiembrie 1952 | sionist liberal, fără partid            |
|   | 2  |      | Ițhak Ben-Țvi  | 16 decembrie 1952 | 23 aprilie 1963  | Mapai                                   |
|   | 3  |      | Zalman Shazar  | 21 mai 1963       | 24 mai 1973      | Mapai                                   |
|   | 4  |      | Ephraim Katzir | 24 mai 1973       | 29 mai 1978      | Partidul Muncii                         |
|   | 5  |      | Ițhak Navon    | 29 mai 1978       | 5 mai 1983       | Partidul Muncii                         |
|   | 6  |      | Chaim Herzog   | 5 mai 1983        | 13 mai 1993      | Partidul Muncii                         |
|   | 7  |      | Ezer Weizman   | 13 mai 1993       | 13 iulie 2000    | Partidul Muncii                         |
|   | 8  |      | Moșe Kațav     | 1 august 2000     | 1 iulie 2007     | Likud                                   |
|   | 9  |      | Șimon Peres    | 15 iulie 2007     | 24 iulie 2014    | Kadima                                  |
|   | 10 |      | Reuven Rivlin  | 24 iulie 2014     | 7 iulie 2021     | Likud                                   |
|   | 11 |      | Itzhak Herzog  | 7 iulie 2021      | prezent          | Partidul Muncii                         |